# Correio da Paraíba
Correio da Paraíba foi um jornal de circulação diária na Paraíba, no Brasil, publicado pela manhã. Fazia parte do Sistema Correio de Comunicação. Foi fundado em 5 de agosto de 1953. Manteve redações em João Pessoa e Campina Grande e liderava o mercado editorial impresso, com mais de 75% de participação. Os assuntos cobertos iam de política, economia, esportes, cidades, cultura até edições especiais. Durante sua atividade, esteve entre os principais jornais do Nordeste e possuía o time de jornalistas mais premiados no Estado. Sua última edição circulou no sábado, 04 de abril de 2020, tornando-se o último jornal impresso comercial do estado, que agora possui apenas o períodico estatal A União circulando.

## História
Já era madrugada e a cidade de João Pessoa estava eufórica. Era a Festa das Neves, era o aniversário de 368 anos da Capital. No meio de toda aquela agitação, Teotônio Neto, com a ajuda de Afonso Pereira, colocou em circulação o novíssimo Correio da Paraíba. “Correio” no sentido de correr toda a Paraíba, fazendo com que a notícia chegasse aos pontos mais distantes do Estado.
A ideia de produzir um novo jornal para os paraibanos nasceu à borda de uma piscina de um hotel situado a aproximadamente 18 quilômetros de Petrópolis, no Rio de Janeiro. Os parentes Teotônio Neto e Afonso Pereira cultivavam uma ótima relação e, partir de então, reforçariam ainda mais essa união para tentar produzir o melhor jornal que a Paraíba já teve.
“Tenho uma grande paixão pelo Correio da Paraíba, sou leitor também dos outros jornais, mas o Correio tem um lugar de destaque na minha mesa. Quando eu vejo o povo lendo o Correio, uma emoção muito grande me domina de satisfação e alegria. Fico feliz em saber que o Correio vem sendo sucesso na Paraíba”, declarou Teotônio Neto.
Uma das primeiras figuras procuradas por Teotônio Neto para elaborar o Correio da Paraíba foi o escritor Ascendino Leite. Ele hesitou no começo, mas depois abraçou a causa por causa da insistência de Teotônio. Para que o projeto pudesse sair do papel, Ascendino pediu ao jornalista paulista Samuel Wainer uma indicação de diagramador para desenvolver o projeto gráfico. Ao ligar para o colega, Wainer disse: “Só tem aqui o Nássara”.
A primeira manchete do jornal, que dizia “Luto e silêncio na cidade serrana” noticiou a morte do político e jornalista Félix Araújo, em Campina Grande. Conforme noticiou a reportagem, 50 mil pessoas participaram do velório do paraibano, que nasceu em Cabaceiras, mas ganhou notoriedade na Rainha da Borborema.
Nos dias seguintes, jornais da época comentaram o aparecimento do Correio da Paraíba: ‘O Norte’ e ‘A União’ dedicaram artigos sobre o novo periódico. No Rio de Janeiro, também recebeu homenagens do Diário Carioca. Em Pernambuco, também foi repercutido pelo Diário de Pernambuco.
Ao longo da história do jornal, o time da redação foi composto por profissionais notáveis, como Biu Ramos, Gonzaga Rodrigues, Soares Madruga, Dorgival Terceiro Neto (ex-governador e ex-prefeito de João Pessoa), Luiz Augusto Crispim, Luiz Ferreira, Carlos Roberto de Oliveira, João Manoel de Carvalho, Agnaldo Almeida, Dulcídio Moreira, entre outros, como por exemplo: Rubens Nóbrega, Nonato Guedes, Lena Guimarães, Helder Moura, Walter Santos, Giovanni Meireles, Gisa Veiga, Sony Lacerda, João Costa, Deodato Borges (pai e filho, o quadrinista Mike Deodato), Walter Galvão, Land Seixas, Nonato Bandeira, Fernando Moura, Marcela Sitônio etc.
Um dos repórteres que marcaram época na redação do Correio da Paraíba foi Severino Ramos (mais conhecido como Biu Ramos). Logo de cara, em 1954, o jornalista de 16 anos entrou na redação pela primeira vez em um dia bastante conturbado. Em 24 de agosto daquele ano, morria o presidente Getúlio Vargas e a redação, na Rua Barão do Triunfo, estava agitada como nunca. Aquele fato parecia ser apenas um prenúncio de como não seria nada monótona a carreira daquele jovem repórter.
Biu Ramos construiu boa parte de sua carreira na redação do Correio da Paraíba e, para ele, o jornal garantiu uma nova dinâmica à imprensa paraibana. “Para falar a verdade, e sem nenhum demérito para os demais jornais daquela época, o Correio da Paraíba, a rigor, não tinha concorrente. Era um jornal novo, com uma proposta nova, com uma mensagem de renovação, revolucionária mesmo, da imprensa paraibana”, lembrou.

### O fundador
Teotônio Neto. A trajetória deste empreendedor de Santana dos Garrotes (PB) nascido em 1918 é uma das razões de todo prestígio que o Correio da Paraíba, jornal que fundou há 60 anos, desfruta hoje. Começou a vida profissional muito cedo como balconista de loja, depois foi gerente, e em 1944 fundou sua primeira firma. Nos anos 1960, já na atividade política, fundou a Cooperativa Mista do Vale do Piancó, demonstrando a diversidade de interesses e se consolidou enquanto representante, na Câmara dos Deputados, dos interesses econômicos da Paraíba, atuando em defesa do desenvolvimento. Teotônio estudou administração nos Estados Unidos e foi diretor da Associação Comercial do Rio de Janeiro, onde vive atualmente.

### Paulo Brandão, jamais esquecido
O dia já tinha ido embora. O céu escuro lá fora e o ponteiro do relógio marcando pouco mais de 18 horas significava o fim de mais uma jornada de trabalho para Paulo Brandão. Pegou, então, o seu carro Volks Parati na garagem da Polyutil, percorreu alguns metros até chegar perto da BR-101, mas não pôde continuar. Três homens encapuzados, de estatura mediana, encapuzados, estavam de tocaia para assassinar o sócio-proprietário do Sistema Correio de Comunicação. Em 13 de dezembro de 1984, rajadas de metralhadora 9 milímetros ceifaram a vida de Brandão - um episódio que manchou a história da Paraíba, que repercutiu nacionalmente, que virou clamor popular por justiça e que o Correio, de luto, teve que noticiar.
De acordo com reportagem da época, os três assassinos estavam de tocaia desde o final da tarde. Estavam sentados em um batente, só esperando o carro com as características informadas pelo mandante do assassinato. Mais de uma rajada atingiu Paulo Brandão, que estava sozinho. Os bandidos fugiram em um Passat amarelo, enquanto a desgovernada Parati atravessava a pista, parando no acostamento.

### Primeiro Socorro
O chefe de segurança da Polyutil, Severino Alves de Lucena, atraído pelo impacto dos tiros, ainda tentou socorrê-lo, mas Paulo Brandão já estava agonizante. Ele morreu quando tentavam retirá-lo do veículo.
“Vi, tão logo cheguei lá, o corpo do doutor Paulo todo banhado de sangue e o carro com a lataria perfurada em vários locais e vidros quebrados. Ele agonizava e eu ainda tentei prestar-lhe socorro, mas quando o retirava de dentro do veículo, notei que havia dado o último suspiro e falecera. Falei, em seguida, para os companheiros que me acompanharam até lá que nada mais se podia fazer. Daí, coloquei seu corpo ao lado do veículo e fui à fábrica telefonar para o Correio da Paraíba, comunicando o fato também à polícia”, disse, na época, Severino.
Pouco depois da morte de Paulo, telefonemas anônimos assustaram a redação do Correio. Primeiro foi à rádio Correio AM, por volta das 20 horas, cuja voz identificada pelo radialista Manoel Silva foi a de um jovem. Depois, para a redação. Os jornalistas Humberto Lira, Nonato Guedes e Rubens Nóbrega tentaram arrancar mais informações, mas sem sucesso.
Sem celulares na época, o Sistema Correio tentou avisar o sócio-proprietário Roberto Cavalcanti, um dos proprietários do sistema. De acordo com o repórter Humberto Lira, que já atuava na redação, tentaram avisá-lo através da Rádio, mas sem alarde.
“Mas ele não estava escutando. Só depois conseguimos contatá-lo”, relembrou o repórter Humberto Lira.

### Nenhum sossego na investigação
Os dias que se seguiram foram de enorme tensão na redação do jornal Correio. Foram diversas ameaças, com direito até a perseguições e ameaças por telefonemas anônimos. Tudo para que o caso não fosse solucionado. Mas, depois do que havia ocorrido, não houve uma só voz calada. Nem na redação e nem na sociedade.
A reportagem do Correio foi atrás das investigações da Polícia Civil. De onde vieram as armas? Onde estava o carro da fuga? Quem eram os criminosos? Quem havia dado a ordem para o crime?
Logo após a execução, identificou-se que as balas eram de calibre de arma que só a Polícia Militar detinha. Foi um dos pontos de partidas. As armas foram levadas para perícia em Recife, mas não foram comprovadas a utilização delas neste laudo – tempos depois, foi descoberto que o perito Ascendino Silva teria forjado o documento.
Passaram seis meses sem avanços significativos, até que a Polícia Federal entrou no caso, designada pelo ministro da Justiça, Fernando Lyra. O delegado Antônio Toscano foi o designado, por já conhecer as circunstâncias dos crimes.
O ponto de partida foi um só: “A quem interessaria a morte da vítima?”, foi o que revelou o delegado em seu relatório. Tudo apontava para dentro do Governo do Estado.
A ideia era uma só: tentar calar o jornal Correio, após uma série de denúncias.  Partindo desta indagação, Antônio Toscano pediu novas perícias - em Brasília e no Rio Grande do Sul -, que atestaram o uso das armas privativas da polícia paraibana. A numeração das armas, fabricadas pela Taurus, também forneceram pistas que apontaram os rumos das investigações.
Depois, identificaram o Passat da fuga, que pertencia ao cabo Teixeira (teria ‘placa fria’, dificultando a localização), o que possibilitou o primeiro indiciado um ano depois da morte de Brandão. Mas foi através de um depoimento que veio a chave para a solução: o do capitão José Farias.
Ele chegou a apontar os participantes, entre eles sub-tenente Tiburcio, a de vasto conhecimentos estratégicos de armas e planos de ação. Assim, aos poucos, a Polícia Federal foi chegando ao suspeitos do assassinato: o sargento Manoel Celestino, o cabo Teixeira e o sub-tenente Tiburcio como co-autores materiais, o coronel Geraldo Alencar como co-autor.

### Quem era
Paulo Brandão tinha 35 anos na época e havia nascido no Rio de Janeiro. Era filho de Paulo Brandão Cavalcanti e Maria Gracinete Campos brandão Cavalcanti, que o ciraram no Recife. Formou-se em Direito em Pernambuco, mas tinha forte vocação em economia e mercado financeiro - tanto que escrevia artigos sobre o tema para o jornal Correio. Era casado com Maria Taciana Melo Brandão Cavalcanti, com quem teve dois filhos: Maria Tereza e Paulo Brandão Cavalcanti Neto. Adorava esportes e se dedicava bastante ao tênis.

### Edições especiais
A partir dos anos 90, o jornal passou a publicar uma série de suplementos, com os seguintes temas:
veículos - título homônimo
turismo - título homônimo
religião - título homônimo
informática - título homônimo
concursos e empregos, estágio, cursos, trainee, jovem aprendiz, carreira e profissões, Enem, vestibular, simulados e dicas do professor João Trindade - título homônimo
beleza, saúde, sexo, alimentação, comportamento, moda, família, filhos, gravidez, mães, bebês, educação infantil, amamentação e aleitamento materno, parto, pré-natal e eventos de moda - Homem & Mulher
celebridades e programação semanal da TV - Revista da TV
ciência e tecnologia - Milenium
além de um suplemento infantil - Correio Criança e um suplemento juvenil às segundas-feiras - Magazine Jovem